# Ticino
Ticino (niem. Tessin; lmo. Tesín, Tisín; fr. Tessin; rm. Tessin) – najdalej wysunięty na południe kanton Szwajcarii. Tereny Ticino zostały zajęte przez Szwajcarów w XV i na początku XVI wieku, w 1803 kanton przystąpił do Konfederacji Szwajcarskiej jako pełnoprawny członek. Jego stolicą jest miasto Bellinzona. Językiem urzędowym kantonu jest język włoski, natomiast językiem mówionym jest język lombardzki - wyjątkiem jest gmina Bosco/Gurin, gdzie mówi się po alemańsku. W kantonie wykształciła się kuchnia Ticino, która ma wpływy włoskie.
Na terenie Ticino znajduje się włoska enklawa Campione d’Italia. Razem z częścią kantonu Gryzonia, Ticino tworzy tzw. Svizzera Italiana (pol. Szwajcarię włoskojęzyczną). Dialekty lombardzkie (koiné uçidentala) są wciąż szeroko używane, ale nie mają oficjalnego statusu. Najważniejsze miasta to Lugano, Locarno i stolica kantonu Bellinzona.

## Nazwa
Oficjalną nazwą kantonu jest nazwa włoska Ticino (endonim), pochodząca od łacińskiej nazwy Ticinum. Polonia szwajcarska używa również nazwy Tessyn. Polskie publikacje encyklopedyczne w zdecydowanej większości używają nazwy Ticino. KSNG nie wypowiedziała się w tej sprawie, co zgodnie z praktyką i rekomendacjami ONZ oznacza, że zaleca jako poprawną formę endonim, czyli Ticino.

## Demografia
Językiem urzędowym kantonu jest język włoski. Językami z najwyższym odsetkiem użytkowników są:
- język włoski – 87,7%,
- język niemiecki – 10,8%,
- język francuski – 5,1%[1].

## Podział administracyjny
Kanton dzieli się na osiem okręgów (distretto), 38 powiatów (circolo) oraz 106 gmin (comune).
| Nazwa okręgu | Liczba mieszkańców 31 grudnia 2021 | Powierzchnia km² | Liczba powiatów (Circolo) | Liczba gmin (Comune) |
| ------------ | ---------------------------------- | ---------------- | ------------------------- | -------------------- |
| Bellinzona   | 56 371                             | 226,33           | 3                         | 6                    |
| Blenio       | 5 634                              | 360,58           | 3                         | 3                    |
| Leventina    | 8 718                              | 479,55           | 4                         | 10                   |
| Locarno      | 64 159                             | 550,57           | 7                         | 19                   |
| Lugano       | 151 242                            | 307,94           | 12                        | 47                   |
| Mendrisio    | 49 778                             | 100,75           | 5                         | 11                   |
| Riviera      | 10 354                             | 145,60           | 1                         | 2                    |
| Vallemaggia  | 5 925                              | 569,37           | 3                         | 8                    |

- Gminy w kantonie Ticino

## Kultura i nauka
Z Ticino pochodziło wielu architektów renesansu i baroku: Francesco Borromini, Matteo Castelli, Giovanni Catenazzi, rodzina Fontana, Carlo Maderna, Giovanni Battista di Quadro, Giovanni Trevano, komaskowie.
Z Ticino pochodzi również wielu wybitnych architektów neomodernizmu: Rino Tami, Tita Carloni, Peppo Brivio, Luigi Snozzi, Livio Vacchini, Aurelio Galfetti, Mario Botta.